# Fox (fiume)
Il Fox è un fiume degli Stati Uniti d'America, che scorre tra Wisconsin e Illinois per più di 300 km, andandosi a gettare nel fiume Illinois.

## Storia
Il nome del fiume deriva da quello della tribù di nativi americani dei Meskwaki, volgarmente detti Fox, che un tempo abitavano la zona meridionale della regione dei Grandi Laghi.

## Geografia
Il Fox nasce a sud di Colgate, un villaggio a cavallo tra le contee di Washington e Waukesha. La sua fonte si trova interamente nella contea di Waukesha, presso la palude di Holbach, a circa 1,6 km da Colgate.
Il fiume scorre verso sud, parallelamente al lago Michigan, per 325 km, attraversando il Wisconsin e l'Illinois per gettarsi infine nel fiume Illinois, tributario del Mississippi, presso la città di Ottawa.
Il corso del Fox è regolato da numerose dighe che rendono il fiume per la maggior parte navigabile.